# Ida (film)
Pour les articles homonymes, voir Ida.
Ne doit pas être confondu avec ID：A.
Pour plus de détails, voir Fiche technique et Distribution.
Ida est un film dramatique polonais réalisé par Paweł Pawlikowski. C’est une coproduction polono-danoise sortie en 2013.
Le film a eu un grand succès international et a remporté de nombreux prix, parmi lesquels l’Oscar du meilleur film en langue étrangère lors de la 87e cérémonie des Oscars, en 2015.

## Synopsis
L’action du film a lieu en 1962, en Pologne. Une jeune fille, qui croit se prénommer Anna, et ne connaît de son passé que le fait d’être orpheline, a été élevée dans un couvent, où elle est novice. Elle est prête à prononcer les vœux pour devenir moniale, mais avant qu’elle le fasse, la Mère supérieure lui annonce qu’elle a une tante, sa seule parente en vie, et l’envoie à Varsovie pour qu’elle la connaisse.
Sa tante, Wanda, lui dévoile qu’elle ne s’appelle pas Anna, mais Ida Lebenstein, qu’elles sont Juives et que les parents d’Ida sont morts pendant la guerre. D’elle-même, elle dit seulement qu’elle est procureure. Ida remarque que sa tante fume et boit beaucoup. Il ressort du film qu’elle mène une vie solitaire marquée par le tabagisme, l’alcoolisme et les aventures sexuelles.
Ida veut trouver les tombes de ses parents et les deux femmes partent avec la voiture de Wanda au village où vivait la famille d’Ida. Elles y constatent que sa maison est habitée. Il y a une jeune femme qui leur dit que seul son mari pourrait les éclairer sur les habitants antérieurs de la maison mais il n’est pas là. La femme prie Ida, qui porte ses habits de novice, de bénir son enfant, ce qu’elle fait, puis les deux femmes s’en vont. Quelques heures après, elles retournent à la maison, où le mari, un paysan qui s’appelle Skiba, ne leur dit rien sur la famille Lebenstein.
Les deux femmes partent vers la petite ville proche du village. Wanda conduit après avoir bu et échoue dans le fossé au bord de la route. Elle en est tirée par un paysan avec son chariot. Le policier qui y arrive emmène Wanda au poste de police et la retient pour la nuit. Ida passe la nuit à la paroisse de la localité.
Le lendemain matin, quand Wanda est laissée libre, et qu’elles repartent pour la ville, Ida interroge sa tante sur sa profession. Wanda relate que dans les années 1951-1952 elle était déjà procureure, surnommée « Wanda la sanguinaire ». Il ressort du film qu’elle est communiste et que dans la période stalinienne elle a fait condamner à mort, dans des parodies de procès, des gens considérés comme des ennemis du régime communiste.
Elles prennent en auto-stop un jeune homme, Lis. Il va dans la même ville, au restaurant d’un hôtel où il va jouer du saxophone avec son groupe. Les femmes descendent au même hôtel. Dans leur chambre, Wanda veut faire mettre une robe à Ida et se faire accompagner d’elle au restaurant, pour qu’elles s’amusent. Elle essaye de la convaincre d’éprouver la vie ordinaire avant de décider de son avenir, mais Ida ne la suit pas. Wanda descend au restaurant, danse, boit, puis, tard dans la soirée, elle retourne à leur chambre, ironise sur la religiosité d’Ida et se couche. Quand elle s’endort, Ida descend à son tour au restaurant, où il n’y a plus que Lis, le saxophoniste, qui joue pour soi. D’abord, Ida l’observe de loin, puis ils causent. À cette occasion, Ida connaît quelque chose de nouveau pour elle, le jazz et la proximité d’un homme. Ensuite elle remonte dans la chambre, dit sa prière et se couche.
Le lendemain, les deux femmes trouvent le père de Skiba, qui est sur son lit de mort à l’hôpital de la ville. Il leur dit qu’il se rappelle la famille Lebenstein. Wanda l’accuse de les avoir tués. C’est alors qu’elle dit pour la première fois à Ida qu’elle avait un petit garçon qu’elle avait laissé à la famille Lebenstein avant de rejoindre les partisans pour combattre les occupants allemands, et que l’enfant est mort probablement avec les époux Lebenstein.
Le soir, Skiba fils vient à l’hôtel et promet aux deux femmes de leur montrer où sont enterrés les parents d’Ida et l’enfant, à condition qu’elles laissent sa famille tranquille et ne revendiquent pas la ferme qu’il occupe. Il les emmène dans le bois près du village, à l’endroit en cause. Il avoue que c’est lui qui les a tués. Il semble qu’il l’ait fait parce que lui et son père avaient peur de cacher des Juifs. On ne pouvait pas savoir qu’Ida était Juive, c’est pourquoi il l’a confiée au curé du village, mais le petit garçon avait les cheveux noirs et il était circoncis, c’est pourquoi il l’a tué lui aussi. Il déterre les restes humains, que les femmes emportent à Lublin, où elles les enterrent dans un cimetière juif.
Wanda retourne à sa vie et Ida au couvent, mais, hésitante, elle ne prononce pas ses vœux. Un jour, on lui annonce que Wanda s’est suicidée, et Ida va à son enterrement. Seule dans l’appartement de sa tante, elle met une de ses robes, se regarde dans la glace, les cheveux laissés libres, elle fume une cigarette et goûte à l’alcool. Elle rencontre Lis à l’enterrement, après quoi ils vont là où il joue. Il lui apprend à danser, puis ils passent la nuit ensemble. Lis propose à Ida qu’ils se marient, pour avoir des enfants et mener une vie ordinaire, mais le matin, Ida se lève avant que Lis se réveille, met ses habits du couvent et s’en va.

## Fiche technique
- Titre : Ida
- Réalisation : Paweł Pawlikowski
- Scénario : Paweł Pawlikowski et Rebecca Lenkiewicz
- Musique : Kristian Eidnes Andersen (extraits d’un prélude de Jean-Sébastien Bach, John Coltrane)
- Direction artistique : Jagna Dobesz
- Décors : Katarzyna Sobańska et Marcel Sławiński
- Costumes : Alexandra Staszko
- Photographie : Ryszard Lenczewski et Łukasz Żal
- Son : Michael Dela
- Montage : Jarosław Kamiński
- Production : Piotr Dzięcioł, Ewa Puszczyńska (Pologne), Sofie Wanting Hassing (Danemark)
- Sociétés de production : Opus Film (Pologne), Phoenix Film Investments (Danemark)
- Sociétés de distribution : Solopan (Pologne), Memento Films (France)
- Budget : 2,6 millions $
- Pays de production :  Pologne
- Langue originale : polonais
- Format : noir et blanc — 1.37 : 1 — Dolby Digital
- Genre : Drame
- Durée : 82 minutes
- Dates de sortie :
  - Canada : 7 septembre 2013 (Festival international du film de Toronto 2013)
  - Pologne : 11 septembre 2013
  - France : 12 février 2014

## Distribution
- Agata Trzebuchowska (V. F. : Chloé Stefani) : Anna / Ida Lebenstein
- Agata Kulesza (V. F. : Aurélia Petit) : Wanda Gruz, la tante d'Ida
- Dawid Ogrodnik (V. F. : Lionel Lingelser) : le saxophoniste
- Jerzy Trela : Szymon Skiba, le nouveau propriétaire de la maison des Lebenstein
- Adam Szyszkowski : Feliks Skiba, le fils de Szymon Skiba
- Halina Skoczyńska : la Mère supérieure
- Dorota Kuduk : Kaśka
- Natalia Łągiewczyk : Bronia
- Afrodyta Weselak : Marysia
- Mariusz Jakus : le barman
- Izabela Dąbrowska : la serveuse
- Artur Janusiak : le policier
- Anna Grzeszczak : la voisine
- Jan Wojciech Paradowski : le père Andrzej
- Konstanty Szwemberg : l’officier
- Paweł Burczyk : le procureur
- Artur Majewski : l’amant de Wanda
- Krzysztof Brzeziński : le pianiste
- Piotr Siadul : le bassiste
- Lukasz Jerzykowski : le guitariste
- Artur Mostowy : le percussionniste
- Joanna Kulig : la chanteuse

## Production
Le personnage Wanda Gruz s’inspire d’une personne réelle, Helena Wolińska-Brus, juive, membre de la résistance communiste pendant la guerre et procureure militaire après celle-ci, qui a émigré au Royaume-Uni, où le réalisateur l’a connue dans les années 1980. Il a voulu écrire un scénario de film sur elle mais finalement il n’a pas réussi à cerner une personnalité aussi contradictoire que celle de cette femme.
Pwlikowski a eu du mal a trouver une actrice pour le rôle Anna/Ida. Après qu’on a auditionné quelque 400 actrices, l’interprète a été trouvée par hasard par une amie du réalisateur, qui l’a vue lire un livre dans un café. Agata Trzebuchowska était étudiante en philosophie, n’avait aucune expérience d’actrice et ne voulait pas le devenir. Elle a accepté après quelque temps à collaborer avec Pawlikowski, parce qu’elle admirait son film My Summer of Love (2004).
Le film est noir et blanc, au format 4/3, inhabituel dans les années 2000, pour évoquer les films polonais des années 1960.

## Accueil
Un sondage de 2015 réalisé par le Musée du cinéma de Łódź place Ida à la dixième place parmi les meilleurs films polonais de tous les temps.

### Accueil critique
David Denby, critique de cinéma à The New Yorker, souligne le contraste entre Ida et Wanda dans la première partie du film. La première est innocente, pieuse, l’autre est une intellectuelle déçue, athée, qui hait le passé de la Pologne. Elle essaye de détourner sa jeune parente de sa foi naïve. Les deux sont affectées par l’expérience vécue dans la suite du film. Ida commence à connaître la vie réelle et on ne sait pas où la mènera le chemin de sa vie, alors que Wanda est tellement affectée, qu’elle est incapable de continuer à vivre. Des deux personnalités, celle de Wanda est beaucoup plus complexe, et le critique pense qu’Agata Kulesza l’exprime magistralement. Ida est beaucoup plus simple, elle ne regarde pas le monde avec beaucoup de sentiments. Selon le critique, le réalisateur n’a pas fait appel à une actrice professionnelle pour ce rôle, parce qu’elle ne devait pas « jouer ». Du point de vue artistique, le film se remarque par sa simplicité, sa concentration, la suggestion par l’image plutôt que l’expression par la parole.
Aux yeux de Peter Bradshaw (The Guardian), le film parle de la Pologne, tout d’abord de la grisaille de ses années 1960, exprimée par le noir et blanc aussi, non pas de manière didactique, mais traitée comme un fond seulement suggéré, et aborde d’autres aspects aussi, de façon également suggérée : le catholicisme polonais, l’antisémitisme de certains Polonais, l’aide accordée aux Juifs par d’autres au temps de la Shoah, la terreur stalinienne, la foi en le communisme de certains Juifs, allant chez certains jusqu’à contribuer à la terreur stalinienne, la déception du communisme, et même la relative ouverture commencée dans les années 1960 (voir le rôle de la musique occidentale dans le film).
Dana Stevens remarque dans Slate qu’Agata Trzebuchowska, bien qu’elle ne soit pas actrice, sait exprimer par ses grands yeux, par tout son être, qu’Ida est curieuse de découvrir les joies de la vie, et craint en même temps cette découverte.
En Pologne, le film a aussi eu des interprétations et des critiques purement politiques, venues de deux directions diamétralement opposées. Elles ont en commun le reproche que le film ne reflète pas fidèlement la vérité historique. Lors de sa présentation sur la chaîne publique polonaise TVP, le film a été précédé d’un débat durant lequel les protagonistes déclaraient que le film était historiquement faux et que l’Oscar remporté était uniquement dû à son point de vue « pro-juif ». Une autre accusation d’anti-polonisme était que dans le film il s’agit du fait que certains Polonais ont tué des Juifs, mais il ne dit pas que la Shoah a été le méfait des nazis. En revanche, des journalistes de gauche lui ont reproché d’affermir le stéréotype antisémite concernant le rôle prépondérant des Juifs dans la période stalinienne.
Aux critiques de ce genre, le réalisateur a répondu que Ida n’est pas un film historique mais sur des personnalités très concrètes et complexes, pleines d’humanité et de paradoxes. Pour lui, Ida et Wanda ne sont pas seulement juives mais tout aussi polonaises que les autres personnages. Quant à l’accueil du film, les spectateurs qui le trouvent bon dans n’importe quel pays, le font parce qu’il dépasse le temps et le lieu où il est placé.

## Distinctions

### Récompenses
2013 :
- Camerimage : Grenouille d’or[15] :
  - Meilleure photographie
  - Meilleur réalisateur
- Festival du film polonais de Gdynia[16] :
  - Lions d’or :
    - Meilleur film
    - Meilleure production pour Ewa Puszczyńska et Piotr Dzięcioł
    - Meilleure actrice pour Agata Kulesza
    - Meilleure photographie pour Ryszard Lenczewski et Łukasz Żal
- Meilleure scénographie pour Katarzyna Sobańska et Marcel Sławiński
  - Prix des journalistes du meilleur film
  - Prix Elle du meilleur espoir féminin pour Agata Trzebuchowska
  - Prix Don Quichotte du meilleur film, de l’Association des ciné-clubs
  - Prix du meilleur film, du Réseau des cinémas d’art
- Festival du film de Londres : Grand prix du meilleur film[17]
- Festival international du film de Toronto : prix FIPRESCI (sélection « Special Presentations »)[18]
- Festival international du film de Varsovie[19] :
  - Grand prix du meilleur film
  - Prix du meilleur film, du jury œcuménique
- Les Arcs Film Festival[20] :
  - Flèche de Cristal du meilleur film
  - Prix d’interprétation féminine ex aequo pour Agata Kulesza et Agata Trzebuchowska

2014 :
- Académie polonaise du cinéma : Aigles du cinéma[21] :
  - Meilleur film
  - Meilleur réalisateur
  - Meilleure actrice pour Agata Kulesza
  - Meilleur montage
- Festival international du film de Tromsø : Prix FIPRESCI[22]
- Festival international du film de Wiesbaden : Prix Skoda du meilleur film[23]
- Festival international du film de RiverRun[24] :
  - Meilleur film
  - Meilleur scénario
  - Meilleure actrice pour Agata Kulesza
- American Society of Cinematographers : Meilleur photographie pour Łukasz Żal et Ryszard Lenczewski[25]
- Los Angeles Film Critics Association[26] :
  - Meilleur film en langue étrangère
  - Meilleure actrice en rôle secondaire pour Agata Kulesza
- New York Film Critics Circle : Meilleur film en langue étrangère[27]
- Phoenix Film Critics Society : Meilleur film en langue étrangère[28]
- Académie européenne du cinéma[29] :
  - Meilleur film
  - Meilleur réalisateur
  - Meilleur scénariste
  - Meilleure photographie
  - Prix du public du meilleur film
- Parlement Européen : Prix LUX du meilleur film[30]
- Women Film Critics Circle : Meilleure scénariste pour Rebecca Lenkiewicz [31]

2015 :
- British Academy of Film and Television Arts (BAFTA) : Meilleur film en langue étrangère[32]
- Film Independent's Spirit Awards : Meilleur film étranger[33]
- Academy of Motion Picture Arts and Sciences : Oscar du meilleur film en langue étrangère[1]
- Academia de las artes y las ciencias cinematográficas de España : Prix Goya du meilleur film européen[34]

### Nominations
2014
- British Independent Film Awards (BIFA) : Meilleur film indépendant international[35]
- Toronto Film Critics Association : Meilleur film en langue étrangère[36]

2015
- BAFTA : Meilleure photographie[32]
- Critics' Choice Movie Awards : Meilleur film en langue étrangère[37]
- Hollywood Foreign Press Association (HFPA) : Golden Globe du meilleur film en langue étrangère[38]
- Academy of Motion Picture Arts and Sciences : meilleure photographie[1]
- International Press Academy : Satellite Award du meilleur film en langue étrangère[39]
- Vancouver Film Critics Circle : Meilleur film en langue étrangère[40]
- Académie des arts et techniques du cinéma : César du meilleur film étranger[41]

### Sources
- (en) Bradshaw, Peter, « Ida review – an eerily beautiful road movie » [« Chronique de Ida – un road movie étrangement beau »], The Guardian, 25 septembre 2014 (consulté le 27 avril 2023)
- Cau, François et Ruellan, Vincent, « Un mois de cinéma, de chiens et de Samy Nacéri », So Film, no 39,‎ avril 2016, p. 8
- (en) Child, Ben, « Ida director Pawel Pawlikowski stands ground against complaints of historical inaccuracy » [« Le réalisateur de Ida rejette les reproches pour inexactitude historique »], The Guardian, 30 janvier 2015 (consulté le 11 août 2021)
- (en) Denby, David, « “Ida”: A Film Masterpiece » [« “Ida”, un chef-d’œuvre cinématographique »], The New Yorker, 27 mai 2014 (consulté le 11 août 2021)
- (en) Fuller, Graham, « Review: Ida » [« Chronique : Ida »], Film Comment, Film at Lincoln Center, mai-juin 2014 (consulté le 11 août 2021)
- (en) Gross, Terry, « 'Ida' Director Made Film To 'Recover The Poland' Of His Childhood » [« Le réalisateur de ”Ida” a fait un film pour ”évoquer la Pologne” de son enfance »], Movie Interviews. Fresh Air, sur NPR, 12 février 2015 (consulté le 11 août 2021)
- (en) Levine, Sydney, « Interview: Dir. Pawel Pawlikowski on His Oscar-Shortlisted Film 'Ida' » [« Interview : le réalisateur Pawel Pawlikowski sur son film ”Ida” en sélection finale pour l’Oscar »], SydneysBuzz The Blog, sur IndieWire, Medium, 8 janvier 2015 (consulté le 11 août 2021)
- (pl) Pietrzyk, Marcin, « GDYNIA 2013: "Ida" triumfuje na tegorocznym festiwalu » [« GDYNIA 2013 : ”Ida” triomphe au festival de cette année »], sur Filmweb, 14 septembre 2013 (consulté le 11 août 2021)
- (pl) Pietrzyk, Marcin, « "Ida" uznana najlepszym filmem roku » [« ”Ida” reconnu meilleur film de l’année »], sur Filmweb, 10 mars 2014 (consulté le 11 août 2021)
- (pl) Płużański, Tadeusz, « Nowe „Pokłosie” » [« Les nouvelles ”Conséquences” »], sur Niezalezna.pl, Słowo Niezależne, 7 janvier 2015 (consulté le 11 août 2021)
- (en) Staszczyszyn, Bartosz, « Ida – Paweł Pawlikowski », sur Culture.pl, 25 février 2015 (consulté le 11 août 2021)
- (en) Stevens, Dana, « Ida: A journey you won’t forget » [« Ida : un voyage inoubliable »], Slate, The Slate Group, 2 mai 2014 (consulté le 11 août 2021)
- (pl) Zawadzka, Anna, « Ida », To łatwo - feminizm i światło!, sur Lewica.pl, 25 octobre 2013 (consulté le 11 août 2021)